# Académie militaire Georges Namoano
L'Académie militaire Georges Namoano, couramment abrégée AMGN, est une école de formation des officiers au Burkina Faso. L'école a été créée par décret présidentiel le 18 octobre 1984.

## Historique
L'académie est appelée Académie militaire de Pô (A.M.P) à sa création. Elle est renommée Académie Militaire Georges Namoano le 23 août 1985 en hommage à l’élève-officier Georges Namoano décédé lors d’une mission. Elle forme des officiers burkinabè et des officiers d'autres pays de la sous-région ouest africaine,. 